# سان لويس (محافظة)
محافظة سان لويس هي إحدى محافظات الأرجنتين تنقسم إلى 9 مقاطعات صغيرة يطلق عليها اسم حزب.

## معرض صور

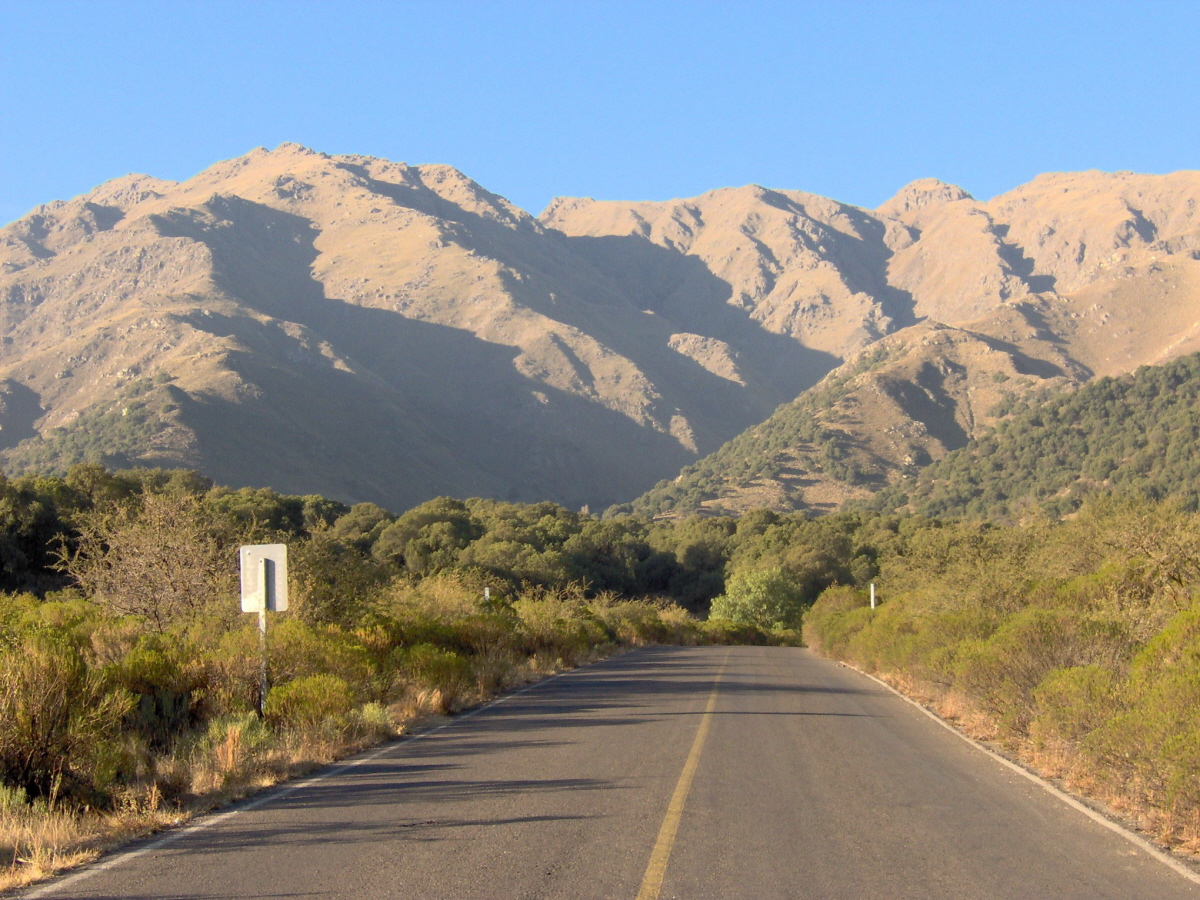
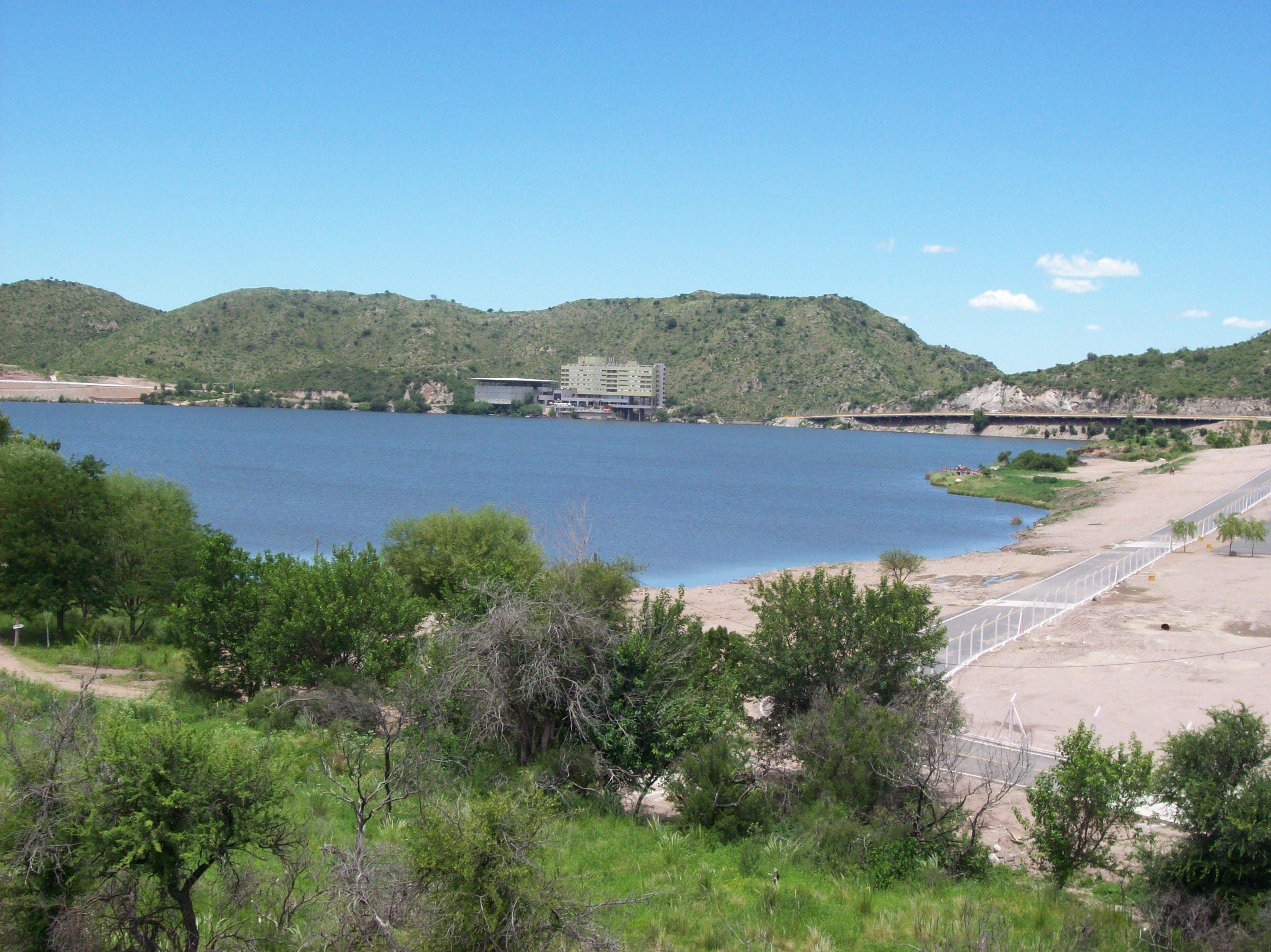
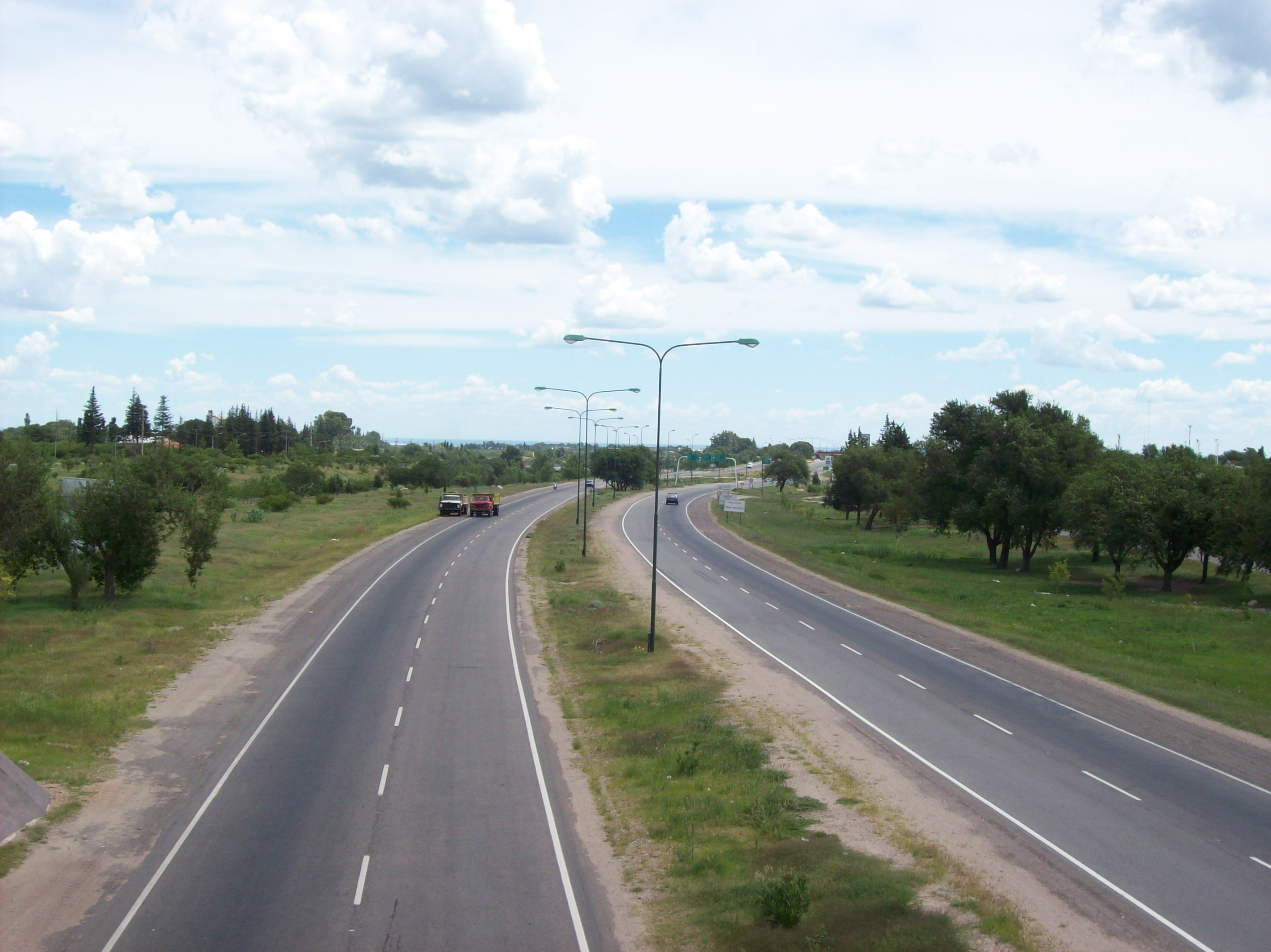

## أعلام
- ايمانويل جيفارا
- أنخيل ليز

## وصلات خارجية
- Provincia de San Luis - الموقع الرسمي (بالأسبانية)